# Savjon
Savjon (hebräisch סַבְיוֹן Savjōn) ist ein Gemeindeverwaltung im Zentralbezirk von Israel mit 3968 Einwohnern (2018) auf einer Fläche von 3,75 km².

## Lage und Umgebung
Savjon ist zwischen Petach Tikwa, Kirjat Ono und Jehud in Israel gelegen. Im Dezember 2009 wohnten in Savjon 3.000 Personen.

## Geschichte
Savjon wurde 1955 für ältere Einwanderer aus Südafrika gegründet. Heute wohnen im Ort jüngere Einwohner. 2004 wurde der Moschav Gannei Jehuda (hebräisch גַּנֵּי יְהוּדָה) nach Savjon eingemeindet.

## Name und Ortswappen
Savjon wurde nach einer wilden Blume (Greiskräuter) benannt. Der erste Teil des Namens (Sav) bedeutet zugleich „Großvater“, was damals für die Einwohner passend war.

## Bevölkerungsentwicklung
| Jahr      | 2009  | 2012  | 2016  |
| Einwohner | 3.000 | 3.343 | 3.787 |

## Bekannte Einwohner
- Moshe Arens (1925–2019), Politiker und Flugingenieur
- Gideon Patt (1933–2020), Politiker
- Ja’ir Schamir (* 1945), Politiker
- Dan Nave (* 1960), Politiker
- Gilad Erdan (* 1970), Politiker
- Dan Margalit (* 1938) (hebräisch דן מרגלית), Journalist, Autor und Fernsehgastgeber
- Michael Tschernoji, auch Michael Cherney, Mikhail Chernoy, Mikhail Chorny oder Mikhail Chernoi (* 16. Januar 1952) (hebräisch מיכאל צ'רנוי; russisch Михаил Чёрный), israelischer Unternehmer und Industrieller, Begründer der Michael Cherney Foundation .[4]

## Galerie

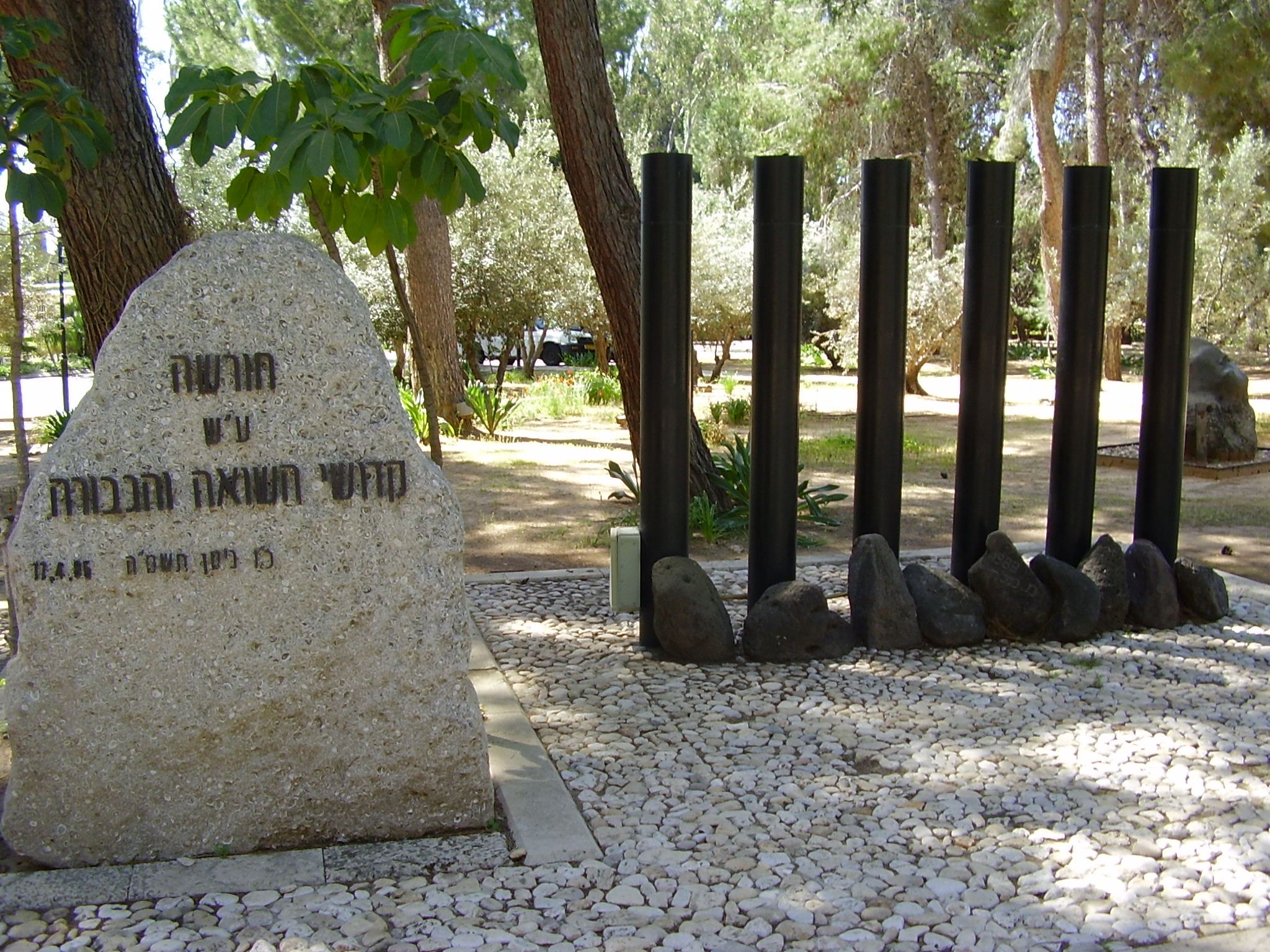
Holocaustmahnmal in Savjon
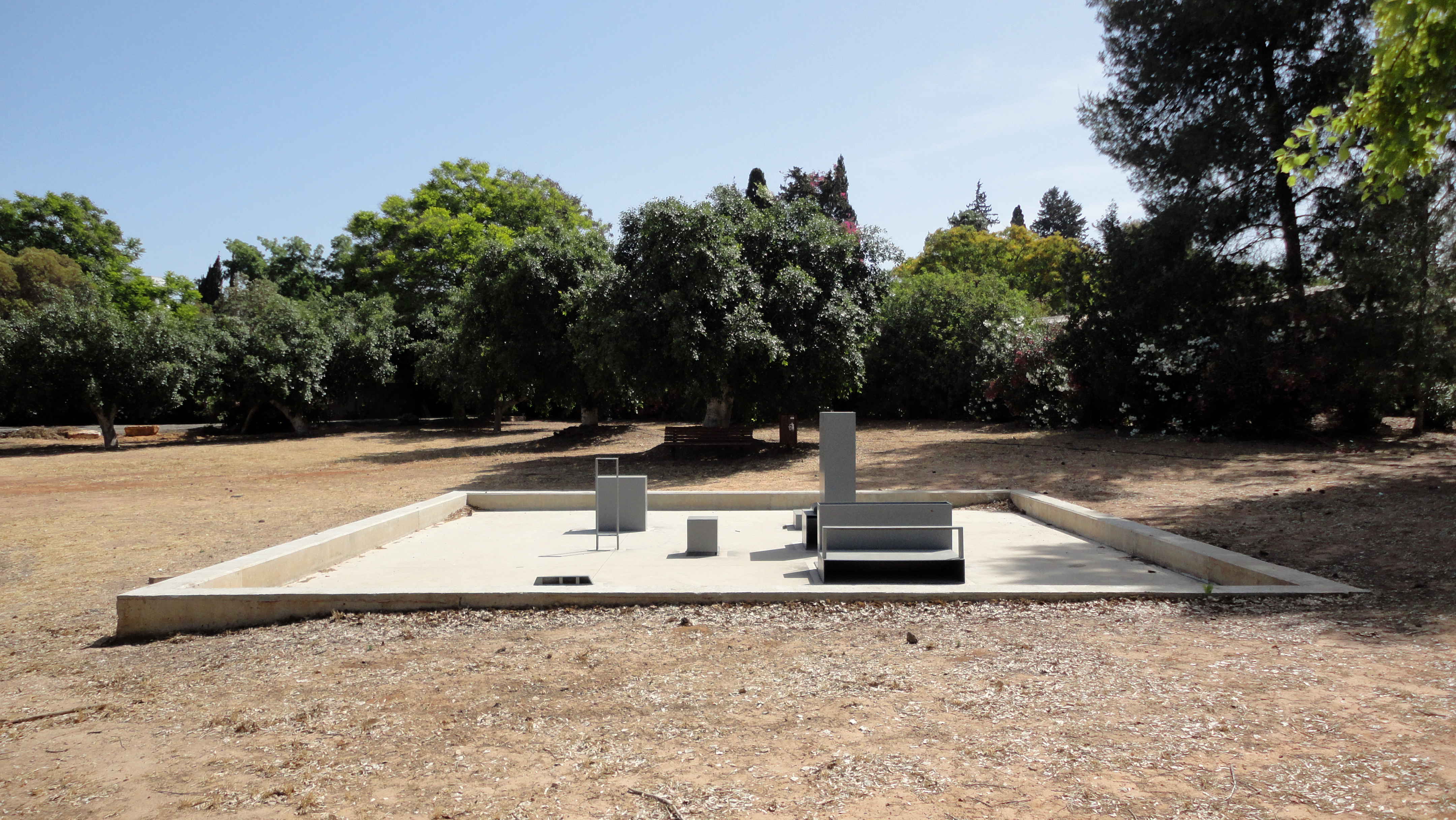
Skulpturengarten in Savjon